# Nationaler Direkter Verkehr
Der Nationale Direkte Verkehr (abgekürzt NDV), zuvor Direkter Verkehr Schweiz (abgekürzt DV Schweiz) ist der nationale Tarifverbund der Eidgenossenschaft. Er funktioniert wie die in vielen Ländern etablierten regionalen Tarifverbünde und ermöglicht durchgehende Reisen über mehrere Gemeinde- und Kantonsgrenzen hinaus. Innerhalb der Verbundgrenzen – beim DV Schweiz gleichbedeutend mit der Staatsgrenze – ist es nicht von Bedeutung, wie viele verschiedene Transportmittel auf einer Reise benutzt werden. Ein einziges Billett genügt. Mittels durchgehender Abonnemente und Einzelbillette können Kunden des öffentlichen Verkehrs der Schweiz ungehindert in alle Bahnen, Busse, Trams, viele Schiffe und sogar einige Bergbahnen einsteigen.
Der Direkte Verkehr sorgt dafür, dass transportmittelübergreifend einheitliche Preisregeln, Sortimente und gemeinsame Standards herrschen und mit einem einzigen Fahrausweis mehrere Transportmittel und -unternehmen genutzt werden können. Dies gewährleistet beispielsweise, dass sich Reisende nicht darum kümmern müssen, ob ihr fünfjähriges Kind oder das mitgenommene Fahrrad bei einem Umstieg auf ein anderes Transportunternehmen anders behandelt wird. Der DV Schweiz deckt ausser wenigen touristischen Linien praktisch das gesamte Schweizer Netz der öffentlichen Verkehrs ab. Jährlich werden im DV zwischen fünf und sechs Milliarden Schweizer Franken umgesetzt. Die beliebtesten und bekanntesten Produkte sind das Generalabonnement (GA), das Reisen in knapp 250 Transportunternehmen ermöglicht, sowie das Halbtax-Abonnement, mit dem eine Vergünstigung von 50 % auf alle Einzelbillette innerhalb des Direkten Verkehrs gewährt wird. Derzeit befinden sich rund 480’000 GA und über 2½ Millionen Halbtax-Abonnemente im Umlauf.
Die Transportunternehmen des NDV und der regionalen Tarifverbünde sind in der Alliance Swisspass zusammengeschlossen. 